# L'Avalée des avalés
L’Avalée des avalés est un roman de Réjean Ducharme paru en 1966 aux éditions Gallimard, en France. Il s'agit de la première œuvre publiée de Ducharme. Le roman est nommé pour le Prix Goncourt 1966 et reçoit le Prix du Gouverneur général : romans et nouvelles de langue française pour l'année 1966.

## Résumé
L’action du roman se situe pendant la révolution tranquille des années soixante, à l’île des Sœurs, en banlieue de Montréal. Bérénice Einberg, l’héroïne, et son frère Christian, qui rêve de devenir lanceur de javelot, sont mis dès leur jeune âge au cœur de l’acrimonieux conflit conjugal de leurs parents. Bérénice, enfant précoce encline à la fantaisie et aux jeux langagiers insolites, surprend par sa lucidité. Il sera convenu que Bérénice sera éduquée dans la foi juive et que Christian sera éduqué dans la foi catholique. Mais chaque parent instrumentalise les enfants pour tenter de blesser son conjoint. En guise de riposte, Bérénice portera pour Christian un amour sans limites, comme elle le fera par la suite pour ses amies Constance Chlore et Gloria, et lui écrira les lettres les plus dithyrambiques même si elle est consciente que celles-ci sont interceptées par leur père, Mauritius Einberg. Pour la punir et mettre fin à cet amour rebelle et démesuré, son père envoie Bérénice en pension à New York chez son oncle Zio, autoritaire et juif très orthodoxe, et enfin en Israël, où l’action se termine tragiquement en plein cœur du conflit armé.

## Analyse et thèmes
La prose de Ducharme est unique en son genre et amène la littérature québécoise au-delà de nouvelles frontières. Permettant à la littérature canadienne-française d'entrer dans la modernité, la prose de Ducharme est caractérisée par un vocabulaire extrêmement recherché et des métaphores puissantes qui lui donnent un caractère poétique exceptionnel. La création de Bérénice Einberg, qui incarne l’enfant référentiel et littéraire, fait de cette œuvre un roman culte, qui entend « refaire l’univers, à l’échelle du rêve et la fantaisie ».
Le propos du roman est décapant : le fil des réflexions de Bérénice se retrouvant face à la souffrance que ses parents lui ont imposée, à la méchanceté des autres, aux mensonges des adultes et finalement à la violence qu’elle génère elle-même est d’une honnêteté qui ne laisse pas indifférent. Ducharme nous guide à travers ce que la crise de l’adolescence peut avoir de plus extrême et de plus clairvoyant, critiquant au passage des institutions telles que la religion et l’armée. Si l’œuvre se termine sur une note pessimiste, elle invite toutefois le lecteur à entrevoir le monde avec une énergie nouvelle.
[Interprétation personnelle ?]

## Adaptations et postérité
En 1992, le cinéaste Jean-Claude Lauzon s’est partiellement inspiré de cette œuvre pour Léolo, son second long métrage.
En 2016, dans le cadre du Festival international de littérature, la comédienne et metteuse en scène Lorraine Pintal présente un spectacle hommage à l'œuvre qui fête alors ses 50 ans. Elle crée ensuite une adaptation théâtrale avec le Théâtre du Petit Louvre qui voit le jour au festival OFF Avignon et sera présentée à plusieurs reprises à Paris en 2018. Puis, en 2020 et en 2021, elle est présentée au Théâtre du Nouveau Monde,et en webdiffusion.   
Le roman est considéré comme un classique de la littérature québécoise moderne et il est souvent choisi parmi les romans les plus importants.   

## Extraits
« Tout m'avale. Quand j'ai les yeux fermés, c'est par mon ventre que je suis avalée, c'est dans mon ventre que j'étouffe. Quand j'ai les yeux ouverts, c'est par ce que je vois que je suis avalée, c'est dans le ventre de ce que je vois que je suffoque. Je suis avalée par le fleuve trop grand, par le ciel trop haut, par les fleurs trop fragiles, par les papillons trop craintifs, par le visage trop beau de ma mère. Le visage de ma mère est beau pour rien. S'il était laid, il serait laid pour rien. Les visages, beaux ou laids, ne servent à rien. On regarde un visage, un papillon, une fleur, et ça nous travaille, puis ça nous irrite. Si on se laisse faire, ça nous désespère. Il ne devrait pas y avoir de visages, de papillons, de fleurs. Que j'aie les yeux ouverts ou fermés, je suis englobée: il n'y a plus assez d'air tout à coup, mon cœur  se serre, la peur me saisit. »
« La vie ne se passe pas sur la terre, mais dans ma tête. La vie est dans ma tête et ma tête est dans la vie. Je suis englobante et englobée. Je suis l'avalée de l'avalé. »

## Prix et distinctions
- 1967 : Prix du Gouverneur général, section française, catégorie Poésie[13].

## Éditions
- Réjean Ducharme, L'avalée des avalés, Paris, Gallimard, coll. Blanche, 1966[14].
- Réjean Ducharme, L'avalée des avalés, Montréal, Éditions du Bélier, coll. Ariès, 1967[2].
- Réjean Ducharme, L'avalée des avalés, Paris, Gallimard, coll. Folio, 1982.